# Tim Maeyens
Tim Maeyens (Brugge, 23 augustus 1981) is een Belgische roeier die uitkomt in de skiff (M1x).
Hij begon op negenjarige leeftijd met roeien en roeit op dit moment voor de Koninklijke Roeivereniging Brugge.
In 1999 behaalde Maeyens de bronzen medaille in de skiff bij de wereldkampioenschappen voor junioren.
In 2002 behaalde hij samen met Christophe Raes een zesde plek in de dubbel twee tijdens de wereldkampioenschappen voor roeiers onder 23 jaar.
In 2004 roeide hij in de skifffinale op de Olympische Spelen in Athene en behaalde een zesde plaats.
Maeyens werd geselecteerd voor de Olympische Spelen van 2008 in Peking. Hier slaagde hij er op 13 augustus in om zich te kwalificeren voor de A-finale. Op 16 augustus werd hij vierde in die finale en greep zo net naast een medaille.
In 2011 kon hij zich op de Wereldkampioenschappen niet kwalificeren voor de halve finales en dus ook niet voor de Olympische Spelen.
In 2012 kon hij zich echter met een zege in het kwalificatietornooi in Luzern plaatsen voor de Olympische Spelen van 2012 in Londen.
In de schifting op de Olympische Spelen in Londen werd hij 1e en mocht hij door naar de kwartfinale. Daar werd hij 2e na de Nieuw-Zeelandse wereldkampioen Mahé Drysdale maar in de halve finale werd hij zesde. Er stond een harde tegenwind. Hij mocht dus niet door naar de A-finale maar wel naar de B-finale en daar werd hij 12e.
Tim Maeyens studeerde af als bio-ingenieur aan de universiteit van Gent.

## Palmares

### Olympische Spelen
- 6e (M1x), Olympische Spelen 2004 in Athene, Griekenland
- 4e (M1x), Olympische Spelen 2008 in Peking, China
- 12e (M1x), Olympische Spelen 2012 in Londen, Groot-Brittannië

### Wereldkampioenschappen
- 13e (M1x), Wereldkampioenschappen 2011 in Bled, Slovenië
- 11e (M1x), Wereldkampioenschappen 2010 in Karapiro, Nieuw-Zeeland
- 4e (M1x), Wereldkampioenschappen 2009 in Poznań, Polen
- 7e (M1x), Wereldkampioenschappen 2007 in München, Duitsland
- 5e (M1x), Wereldkampioenschappen 2006 in Eton, Engeland
- 4e (M1x), Wereldkampioenschappen 2005 in Gifu, Japan
- 14e (M2x), Wereldkampioenschappen 2003 in Milaan, Italië
- 14e (BM2x), Wereldkampioenschappen U23 2002 in Genua, Italië
- (JM1x), Wereldkampioenschappen Junioren 1999 in Plovdiv, Bulgarije
- 6e (JM4x), Wereldkampioenschappen Junioren 1998 in Linz, Oostenrijk

### Europese Kampioenschappen
- 5e (M4x) Europese Kampioenschappen in Brest, Wit-Rusland

### Wereldbeker
- 2012
  - 13e (M1x), Wereldbeker I  in Belgrado, Servië
- 2011
  - 8e (M1x), Wereldbeker III in Luzern, Zwitserland
  - 7e (M1x), Wereldbeker II in München, Duitsland
- 2010
  - 12e (M1x), Wereldbeker III in Luzern, Zwitserland
  - 8e (M4x), Wereldbeker II in München, Duitsland
  - 7e (M4x), Wereldbeker I in Bled, Slovenië
- 2009
  -  (M1x), Wereldbeker III in Luzern, Zwitserland
  - 12e (M2x), Wereldbeker II in München, Duitsland
  -  (M1x), Wereldbeker I in Banyoles, Spanje
- 2008
  - 5e (M1x), Wereldbeker III in Poznań, Polen
  - 8e (M2x), Wereldbeker II in Luzern, Zwitserland
  - 6e (M2x), Wereldbeker I in München, Duitsland
- 2007
  - 12e (M1x), Wereldbeker III in Luzern, Zwitserland
  - 16e (M1x), Wereldbeker I in Linz, Oostenrijk
- 2006
  - 8e (M1x), Wereldbeker III in Luzern, Zwitserland
  - 10e (M1x), Wereldbeker I in München, Duitsland
- 2005
  - 13e (M1x), Wereldbeker III in Luzern, Zwitserland
  - 16e (M1x), Wereldbeker I Eton, Engeland
- 2004
  -  (M1x), Wereldbeker III in München, Duitsland
  - 7e (M1x), Wereldbeker I in Poznań, Polen
- 2003
  - 19e (M2x), Wereldbeker III in Luzern, Zwitserland

### Andere internationale regatta's
- (M8+), Head of the Charles 2009 in Boston, Verenigde Staten
- (M2x), Head of the Charles 2009 in Boston, Verenigde Staten
- Halve finales (M1x), Henley Royal Regatta 2009 Henley, Engeland
- (M8+), Head of the River Race 2009 in Londen, Engeland
- (M1x), Holland Beker 2004 in Amsterdam, Nederland
- (JM2x), la Coupe de la Jeunesse 1997 in Nottingham, Engeland